# Lemon Ice
Lemon Ice ist der Name des gemeinsamen Cover-Musikprojekts des Sängers Geeno und des Rappers Jay Low. Der Name lehnt sich, wie im TV-Magazin VIVA Live! bekannt gegeben, an den Namen des Rappers Vanilla Ice an. Bekannt wurde das Duo im Herbst 2006 mit der Single Stand By Me (Original von Ben E. King).

## Werdegang
Sänger Geeno stammt aus Nürnberg. Unter seinem bürgerlichen Namen Gunther Göbbel nahm er 2003/2004 an der 2. Staffel von DSDS als Kandidat teil. Er gründete das Plattenlabel Utopic Music. Später trat er gemeinsam mit dem Rapper Jay Low live in Clubs auf.
Als der Musikproduzent David Brandes auf die beiden aufmerksam wurde, nahm er mit ihnen die Single Stand by Me auf. Dies ist eine Veröffentlichung aus seiner eigenen Plattenfirma Icezone Music. Brandes gelang es, die Aufnahme im Programm des deutschen Fernsehsenders RTL II zu platzieren, der sie zur Untermalung von Filmvorschauen einsetzte. Für die Dreharbeiten zum begleitenden Video wurde Giuliana Marino, das deutsche Playmate des Jahres 2005, verpflichtet.
Mit der zweiten Single verfolgten die beiden Musiker ihr Konzept weiter und fertigten mit Only You (Original von Yazoo) ein weiteres Remake eines bekannten Hits an. In Finnland erreichte der Song Platz 6 der Charts. Am 3. August 2007 erschien die dritte Single Girl You Know It’s True (Original von Numarx, bekannt geworden durch Milli Vanilli) und erreichte Platz 26 der deutschen Singlecharts. Kurze Zeit später folgte die Ballade Right Here Waiting (Original von Richard Marx), welche den 23. Platz erreichte.
Nachdem die versuchte Chartrückkehr mit dem Song Hey Lady 2009 erfolglos geblieben war, löste sich das Duo auf.
Nach der Trennung verlegte sich Göbbel aufs Auflegen als DJ. 2016 hatte er als Geeno Smith mit einer neuen Version von Stand by Me ein zweites Mal einen Charthit.

## Diskografie

### Studioalben
| Jahr | Titel | Höchstplatzierung, Gesamtwochen, AuszeichnungChartplatzierungen (Jahr, Titel, Platzierungen, Wochen, Auszeichnungen, Anmerkungen) | Höchstplatzierung, Gesamtwochen, AuszeichnungChartplatzierungen (Jahr, Titel, Platzierungen, Wochen, Auszeichnungen, Anmerkungen) | Höchstplatzierung, Gesamtwochen, AuszeichnungChartplatzierungen (Jahr, Titel, Platzierungen, Wochen, Auszeichnungen, Anmerkungen) | Anmerkungen                              |
| Jahr | Titel | DE | AT | CH | Anmerkungen                              |
| ---- | ----- | --- | --- | --- | ---------------------------------------- |
| 2007 | One   | DE55 (2 Wo.)DE | — | — | Erstveröffentlichung: 28. September 2007 |

### Singles
| Jahr | Titel Album                 | Höchstplatzierung, Gesamtwochen, AuszeichnungChartplatzierungen (Jahr, Titel, Album, Platzierungen, Wochen, Auszeichnungen, Anmerkungen) | Höchstplatzierung, Gesamtwochen, AuszeichnungChartplatzierungen (Jahr, Titel, Album, Platzierungen, Wochen, Auszeichnungen, Anmerkungen) | Höchstplatzierung, Gesamtwochen, AuszeichnungChartplatzierungen (Jahr, Titel, Album, Platzierungen, Wochen, Auszeichnungen, Anmerkungen) | Anmerkungen                                        |
| Jahr | Titel Album                 | DE | AT | CH | Anmerkungen                                        |
| ---- | --------------------------- | --- | --- | --- | -------------------------------------------------- |
| 2006 | Stand by Me One             | DE11 (10 Wo.)DE | AT23 (10 Wo.)AT | — | Erstveröffentlichung: 6. Oktober 2006              |
| 2007 | Only You One                | DE21 (9 Wo.)DE | AT34 (5 Wo.)AT | — | Erstveröffentlichung: 9. Februar 2007              |
| 2007 | Girl You Know It’s True One | DE26 (9 Wo.)DE | — | — | Erstveröffentlichung: 27. Juli 2007                |
| 2007 | Right Here Waiting One      | DE23 (7 Wo.)DE | — | — | Erstveröffentlichung: 21. September 2007           |
| 2009 | Hey Lady –                  | — | — | — | Erstveröffentlichung: 7. August 2009 feat. Raheema |